# Дмитриев, Яков Петрович
Яков Петрович Дмитриев (18 октября 1892, село Полянка, Промзинская волость, Алатырский уезд, Симбирская губерния — декабрь 1975 года, Москва) — деятель советских органов юстиции.
Дивизионный военный юрист.
Член РСДРП(б) — РКП(б) — ВКП(б) — КПСС с марта 1917 года.

## Биография
Отец, крестьянин и грузчик. Национальность — русский.
Получил 3-х классное образование. Работал маляром, кровельщиком, ремонтным рабочим, кладовщиком в Поволжье и на Дальнем Востоке.
В октябре 1913 года призван в армию. С осени 1914 года его 12-й Туркестанский стрелковый полк направлен на Западный фронт. Старшина с марта 1917 года. В 1917 году председатель ротного комитета и член полкового комитета. Демобилизован в декабре 1917 года.
В январе 1918 года избран председателем Алатырского уездного бюро крестьянской секции крестьянского съезда. В январе 1918 года избран членом Симбирского губернского исполкома Съезда рабочих, солдатских и крестьянских депутатов. В феврале 1918-июле 1919 годов губернский комиссар социального обеспечения. Участвовал в боях против белогвардейских отрядов. В июле 1919-мае 1920 года в РККА. Агитатор-организатор при политотделе Управления формирования войск Восточного фронта, начальник 3-го политического отделения политотдела, начальник экспедиции Политуправления Западной армии, начальник снабжения Политуправления Западной армии (Казань).
В мае 1920-апреле 1921 годов член реввоентрибунала запасной армии и Приволжского военного округа, председатель 4-го отдела реввоентрибунала ПриВО, председатель 5-го отдела реввоентрибунала ПриВО.
В апреле 1921-ноябре 1922 годов член коллегии 1-й Туркестанской стрелковой дивизии, председатель Самаркандского горсовета. В 1922 году активно участвовал в уничтожении отрядов басмачей.
В 1922—1928 годах заместитель председателя реввоентрибунала 3-го стрелкового корпуса, председатель реввоентрибунала 3-го стрелкового корпуса (г. Тамбов), член реввоентрибуналов 2-го и 10-го стрелковых корпусов, заместитель председателя 2-го стрелкового корпуса (г. Москва).
1924—1927 годы учёба на рабфаке. 1927—1929 годы учёба в 1-м МГУ, учёбу не закончил. В 1931 году учился в Московском институте советского права на международное отделение, учёбу на закончил.
С 1 марта 1928 по сентябрь 1937 года член Военной коллегии Верховного Суда СССР. Как член Военной коллегии являлся участником массовых  политических репрессий в СССР.
22 сентября 1937 — 17 октября 1937 года председатель Верховного Суда РСФСР.
18 октября 1937 — 26 января 1940 года нарком юстиции РСФСР. Занимая пост наркома юстиции РСФСР, не смог стабилизировать деятельность органов юстиции, дезориентированных после Большого террора, и был снят с поста.
В сентябре 1938 — июле 1940 годов член коллегии Народного комиссариата Юстиции СССР.
На посту наркома юстиции РСФСР активно участвовал в проведении массовых репрессий.
В апреле 1940 — июне 1941 годов Директор Всесоюзной заочной правовой Академии.
В июне 1941 — мае 1943 годов председатель военных трибуналов Центрального, Карельского, 2-го Украинского, 3-го Белорусского фронтов.
В мае 1943 — мае 1945 годов председатель военного трибунала 5 гвардейской танковой армии.
В мае 1945 — январе 1946 годов председатель военного трибунала Приволжского военного округа.
С января 1946 года пенсионер.
Урна с прахом захоронена в колумбарии Новодевичьего кладбища.

## Награды
- орден «Красная Звезда» (20.08.1937) — за успешную работу по укреплению революционной законности и охране интересов государства
- медаль «XX лет Рабоче-Крестьянской Красной Армии» (02.02.1938)
- орден Ленина
- орден Красного Знамени
- орден Отечественной войны 1-й степени
- 7 медалей